# Push the Sky Away
Push the Sky Away (с англ. — «Оттолкни небо») — пятнадцатый студийный альбом группы Nick Cave and the Bad Seeds, издан в 2013 году.

## Об альбоме
Запись Push the Sky Away проходила в период с 2011 по 2012 года на студии La Fabrique, расположенной в особняке XIX века, в Сен-Реми-де-Прованс, Франция под руководством Ника Лоне — продюсера альбомов Nocturama, Abattoir Blues/The Lyre of Orpheus и Dig, Lazarus, Dig!, а также Grinderman и Grinderman 2. Обложка альбома была подготовлена французским фотографом Доминик Иссерманн, на ней изображены лидер The Bad Seeds Ник Кейв и его жена Сьюзен Бик. Первый сингл с Push the Sky Away — «We No Who U R» был выпущен собственным лейблом группы под названием «Bad Seed Ltd.» 3 декабря 2012 года.
Ник сказал об альбоме следующее: «Я так рад ему. Он не звучит как что-то, что Bad Seeds делали раньше. Он действительно хорош. Действительно очень, очень красив. Это не запись баллад. Она не похожа на классические баллады Bad Seed. И она далека от Grinderman, и всё такое». Музыкант также не преминул высказать уважение своей группе: «Я вхожу в студию с несколькими идеями, бесформенными куколками и Bad Seeds превращают их в удивительные вещи!». По словам Кейва, на создание песен его вдохновляли путешествия по Интернету и в особенности «Википедии», которую он назвал «всеобщей памятью».
Push the Sky Away вошёл в подавляющее количество списков лучших альбомов 2013 года, среди признавших её таковой — редакция авторитетного журнала The Atlantic Wire.

## Список композиций
| №  | Название                 | Продолжительность | Автор(ы)             |
| -- | ------------------------ | ----------------- | -------------------- |
| 1. | We No Who U R            | 4:04              | Кейв, Эллис          |
| 2. | Wide Lovely Eyes         | 3:40              | Кейв, Эллис          |
| 3. | Water’s Edge             | 3:49              | Кейв, Эллис, Уайдлер |
| 4. | Jubilee Street           | 6:35              | Кейв, Эллис          |
| 5. | Mermaids                 | 3:49              | Кейв, Эллис          |
| 6. | We Real Cool             | 4:18              | Кейв, Эллис          |
| 7. | Finishing Jubilee Street | 4:28              | Кейв, Эллис, Уайдлер |
| 8. | Higgs Boson Blues        | 7:50              | Кейв, Эллис          |
| 9. | Push The Sky Away        | 4:07              | Кейв, Эллис          |

Специальное издание включает два дополнительных трека.

| №   | Название        | Продолжительность | Автор(ы)             |
| --- | --------------- | ----------------- | -------------------- |
| 10. | Needle Boy      | 4:04              | Кейв, Эллис          |
| 11. | Lightning Bolts | 3:42              | Кейв, Эллис, Уайдлер |

## Участники записи
- Ник Кейв — вокал, фортепиано, родес-пиано
- Мартин Кейси — бас-гитара, бэк-вокал
- Томас Уайдлер — ударные, бэк-вокал
- Уоррен Эллис — скрипка, альт, тенор-гитара, флейта, синтезатор, родес-пиано, бэк-вокал
- Джим Склавунос — ударные, бэк-вокал
- Конвэй Савэдж — вокал, бэк-вокал
- Барри Адамсон — бас-гитара, бэк-вокал

Приглашённые музыканты
- Джордж Вьештица — двенадцатиструнная гитара, бэк-вокал
- Крис Дорэй — саксофон
- Джессика Нельсон — бас-кларнет
- Райан Портер — тромбон
- Антонио Беливо — бэк-вокал
- Джейсон Эвиган — бэк-вокал
- Натали Уайлд — бэк-вокал
- Марта Скай Мерфи — бэк-вокал
- ученики школы Сен-Мартен — бэк-вокал

## Позиции в чартах
| Год  | Страна         | Позиция |
| ---- | -------------- | ------- |
| 2013 | Австралия      | 1       |
| 2013 | Австрия        | 1       |
| 2013 | Бельгия        | 1       |
| 2013 | Великобритания | 3       |
| 2013 | Германия       | 2       |
| 2013 | Дания          | 1       |
| 2013 | Ирландия       | 3       |
| 2013 | Испания        | 4       |
| 2013 | Италия         | 18      |
| 2013 | Нидерланды     | 1       |
| 2013 | Новая Зеландия | 1       |
| 2013 | Норвегия       | 2       |
| 2013 | Польша         | 2       |
| 2013 | Португалия     | 1       |
| 2013 | США            | 29      |
| 2013 | Финляндия      | 5       |
| 2013 | Франция        | 7       |
| 2013 | Швейцария      | 2       |
| 2013 | Швеция         | 3       |